# Francesca Benolli
Francesca Benolli (Trieste, 26 agosto 1989) è un'allenatrice di ginnastica ed ex ginnasta italiana, prima atleta italiana a conquistare un titolo europeo individuale di specialità (nel 2005), nonché quarta classificata a squadre al Campionato del mondo 2007.

## Carriera
Ha iniziato l'attività nel 1994 all'età di 5 anni presso la società Artistica ’81 di Trieste; nel 1997 è entrata a far parte della squadra agonistica, sotto la guida dei tecnici Diego Pecar e Teresa Macrì.

### Carriera junior
Ha partecipato ai Campionati di categoria a Lavagna nella categoria allieve 2º grado, dove arriva con 34 725 punti in seconda posizione dietro a Guendalina Salvi e davanti a Roberta Galante.
Nel 2003 viene inclusa nella squadra nazionale per l'incontro Italia-Gran Bretagna a Birmingham, dove si classifica 1ª con la squadra e 5ª individuale. Successivamente, ai Siska Gym International a Lubiana si classifica 4ª individuale, 2ª alle parallele e 3ª alla trave; al Campionato Italiano di categoria è 3ª classificata. Sempre nel 2003 partecipa agli EYOF (Giochi Olimpici della Gioventù Europea) a Parigi dove ottiene il 5º posto con la squadra nazionale (composta da Ilaria Rosso e Giorgia Benecchi), il 5º posto alle parallele e il 9º posto nel concorso generale individuale.
Nel 2004 partecipa a molti incontri internazionali e successivamente va ai Campionati Europei ad Amsterdam dove nella sezione junior raggiunge il bronzo con la squadra, 8º posto individuale, il 4º al volteggio ed il 6º al corpo libero. Ai Campionati Assoluti arriva all'argento nella finale alle parallele.

### Carriera senior
Nel 2005, agli Europei di Debrecen, conquista il primo oro continentale nella storia della ginnastica italiana, al volteggio; entra in finale al corpo libero ed è 5ª nel concorso generale.
Poco dopo gli Europei, durante il saggio della società, subisce il distacco del tendine rotuleo durante l'uscita alla trave. Verrà operata e rimarrà per molto tempo lontana dalla ginnastica soffrendo per la sua condizione e pensando anche di ritirarsi.
Dopo l'infortunio, torna azzurra, anche se fuori gara, nell'incontro Italia-Russia, dove ci sarà una ricaduta per il suo ginocchio.
Torna nuovamente alle competizioni nel 2007 e ottiene il 2º posto ai Campionati Assoluti di Ancona, precedendo la compagna di squadra Federica Macrì e dietro a Vanessa Ferrari. Inoltre arriva 1ª al volteggio e 3ª alle parallele. Nel 2007 partecipa anche ai Campionati del Mondo di Stoccarda, dando un grande contributo alla squadra, che si classifica quarta (miglior piazzamento fino a quel momento per una squadra italiana) e si qualifica così alle Olimpiadi di Pechino.
Agli Europei di Clermont-Ferrand, in Francia, si classifica al 4º posto con la squadra italiana, e torna sul podio del volteggio conquistando la medaglia di bronzo, dietro a Oksana Čusovitina e alla compagna Carlotta Giovannini.
Partecipa alle Olimpiadi di Pechino e, nonostante la squadra non riesca a qualificarsi per la finale (10º posto in classifica), porta punteggi importanti soprattutto al volteggio e alle parallele.
Nel 2009 partecipa al campionato di Serie A con l'Artistica ’81 conquistando il bronzo; ottiene lo stesso gradino del podio anche l'anno successivo.
Nel 2011 ai Campionati Assoluti di Meda ottiene il suo terzo titolo italiano al volteggio e conquista il bronzo alle parallele.
Dal 2012 è inattiva, ma non ha mai annunciato ufficialmente il ritiro dall'attività agonistica. Nel 2015 intraprende la carriera di allenatrice presso l'Artistica ’81, sua società di origine; quattro anni dopo si laurea in scienze motorie.